# 歐羅巴崖
歐羅巴崖（英語：Europa Cliffs）是南極洲的懸崖，位於亞歷山大一世島東部，處於木星冰川西岸，以木衛二歐羅巴命名，現時由南極條約體系管理。